# The Harder They Come (film)
The Harder They Come är en jamaicansk gangsterfilm från 1972, regisserad av Perry Henzell och med reggaemusikern Jimmy Cliff i huvudrollen. Trots att den är en uppdiktad spelfilm ligger den nära sanningen när det gäller Jamaica, urbaniseringen, musikbranschen och kriminaliteten åren 1965 – 1975. En fattig grabb från landet, Ivanhoe "Ivan" Martin, söker sin lycka i landets huvudstad Kingston, men kan inte hitta något arbete eller något lagligt sätt att försörja sig på, utan tvingas göra småjobb åt etablerade gangstrar. Som många andra vid denna tidpunkt vänder sig Martin till musikbranschen med förhoppningen om att få spela in en låt och tjäna pengar den vägen. Han får en nationell hit med sin låt – The Harder They Come – men medan musikproducenterna och skivbolaget håvar in en stor vinst får den unge sångaren bara några få jamaicanska dollar.     
Filmen är kanske främst ihågkommen för sitt soundtrack, med musik av bland annat Toots and the Maytals, The Melodians, Slickers, Desmond Dekker och Jimmy Cliff själv, vilket hade en viktig roll för reggaemusikens genombrott. Filmen hade premiär ett drygt år innan Bob Marley, Peter Tosh och Bunny Wailer i The Wailers slog igenom internationellt med sina två första LP-skivor Catch A Fire och Burnin'.

## Handling
Ivanhoe Martin (spelad av Jimmy Cliff) är en av tiotusentals lantsortsungdomar som flytt fattigdomen på landet för att söka lyckan i Jamaicas huvudstad Kingston. Ivan Martin misslyckas med att få arbete, blir bestulen av den baptistpräst som lockat honom till sin kyrka, och blir slutligen utnyttjad och lurad av det skivbolag som han spelat in en låt hos. I sin förtvivlan väljer Ivan Martin att börja sälja marijuana, och blir inblandad i en våldsspiral. Efter att ha dödat flera poliser blir han Jamaicas mest efterlyste, men får samtidigt ett slags hjältestatus bland den fattiga befolkningen i Kingstons slum. Hans låt "The Harder They Come" spelas plötsligt oavbrutet på radion medan polisjakten pågår. 
The Harder They Come visar inget av den mer kända rastafari-kulturen, utan är den enda långfilm som skildrar den subkultur som kallas "Rude boys". Rude boys kallades de beväpnade gangstrar i Kingston som tillhörde olika kriminella gäng och som närmast hyllades i skamusiken, rocksteady och i tidiga reggaelåtar (ungefär 1966 - 1972, och som av modsen i Storbritannien gick under beteckningen Skinhead reggae). Rude boys rånar samhället och dess medborgare, idealet är att vara samhällets fiende nummer ett. Rastafarianerna, som förknippas med senare reggae, vänder däremot ryggen åt samhället, försöker leva helt utanför det och har enbart Haile Selassie som auktoritet. Rastafarianerna har sett på den kriminalitet där svarta skjuter svarta med avsky (dvs "afrikaner som mördar afrikaner"), men många rude boys har senare konverterat till rastafari.  .

## Soundtrack
1. "You Can Get It If You Really Want" (Jimmy Cliff) – 2:40
2. "Draw Your Brakes" (Scotty) – 2:57
3. "Rivers of Babylon" (The Melodians) – 4:16
4. "Many Rivers to Cross" Jimmy Cliff – 3:02
5. "Sweet and Dandy" (The Maytals) – 3:01
6. "The Harder They Come" (Jimmy Cliff) – 3:41
7. "Johnny Too Bad" (The Slickers) – 3:04
8. "007 (Shanty Town)" (Desmond Dekker) – 2:43
9. "Pressure Drop" (The Maytals) – 3:44
10. "Sitting in Limbo" (Jimmy Cliff) – 4:57
11. "You Can Get It If You Really Want" (Jimmy Cliff) – 2:43
12. "The Harder They Come" (Jimmy Cliff) – 3:07